# 哈弗H6
哈弗H6是一款由长城汽车于2011年生产的紧凑型运动型多用途车，首次亮相于2011年上海国际汽车工业博览会中国大陆售价在8万到16万人民币，中国香港版售价在4万到9万港币。是哈弗H5的延续。哈弗H6是一款跨界休旅车，有前轮驱动和四轮驱动两种传动方式。

## 其他連結
- Official website（页面存档备份，存于）
- Model description